# Hemiconderis suturalis
Hemiconderis suturalis là một loài bọ cánh cứng trong họ Lycidae. Loài này được Bocák & Bocáková miêu tả khoa học năm 1990.